# Erik Arnoux
Pour les articles homonymes, voir Arnoux.
Erik Arnoux, né le 5 août 1956 à Nancy, est un dessinateur et scénariste de bande dessinée français.

## Biographie
Après quatre ans études à l'École supérieure d'art graphique de Paris (ESAG), il commence sa carrière professionnelle en 1977 à l’âge de 21 ans dans le mensuel de sports mécaniques en bande dessinée Plein Pot, en compagnie de Christian Debarre (Bar2), Christian Rossi et Brice Goepfert. Devenu une sorte de « dessinateur-reporter », Arnoux collabore avec le journal dont il est un temps rédacteur en chef adjoint, y mettant en images les Grands Prix Moto du Continental Circus sur lesquels il se rend durant deux saisons complètes (1978-1979).
Illustrateur chez Hanna-Barbera France pendant deux ans, il dessine ensuite pour les magazines Télé Junior et Télé Parade des pages mettant en scène les héros des dessins animés de la télé. Après un rapide passage dans la publicité (sa formation de départ) comme directeur artistique, il entame sa carrière d'auteur chez Glénat et y dessine en 1985 (pour la collection « Vécu ») la série Timon des Blés ; ses travaux portent sur 4 tomes puis la série est reprise par Élie Klimos) sur un scénario de Daniel Bardet.
En 1983 ou 1984, Eric Arnoux est contacté par Alain Gout, éditeur de la collection Signe de Piste pour adapter en bande dessinée les romans du Prince Eric de Serge Dalens pour un projet des éditions du Lombard. Il réalise alors une page d'essai en couleur, un projet de couverture et une miniature pour la quatrième,. 
En 1992, Arnoux crée en solo Sophaletta dans la collection « Caractère » de Glénat, dont il réalise seul les trois premiers tomes, avant d’en confier le dessin à Dominique Hé pour un nouveau cycle à partir du tome 4. L'histoire se déroule de 1904 à 1919, le personnage principal est une jeune femme russe.
En 1998, il écrit un thriller contemporain Celadon Run pour la collection policière « Bulle Noire » (4 tomes) puis lance Witness 4 (3 tomes) une série d'anticipation dessinée par le Grenoblois Chrys Millien, pour Soleil Productions.
En parallèle, Arnoux reprend cinq albums, à la demande de Kraehn, le scénario de la série médiévale des  Aigles décapitées dessinée alors par Michel Pierret puis il devient consultant national bande dessinée entre 2000 et 2009 pour la Caisse d'épargne, partenaire du Festival d'Angoulême.
Suit en 2002 La Dernière Fée du pays d'Arvor, histoire d'heroic fantasy médiévale parue chez Glénat (3 tomes), dessinée par Jean-Marie Michaud.
En octobre 2007, Arnoux participe au collectif Les chansons de Johnny Hallyday, dont le premier tome paraît chez Soleil productions et en novembre 2008, toujours pour le même éditeur, il réalise cinq pages sur scénario de Serge Le Tendre dans le livre-mémoire Paroles d'étoiles consacré aux enfants juifs cachés pendant la Seconde Guerre mondiale.
En novembre 2008, il scénarise les deux tomes du diptyque Ava Dream avec Alain Queireix au dessin chez Le Lombard.
En 2010, il entame pour les éditions Casterman- Jungle et en collaboration graphique avec Chrys Millien la série Poker Face, créée par le scénariste Jean-Louis Fonteneau. Le premier tome, Bad Beat, paraît en juin 2011, le second, La Main du mort, en janvier 2012.
En février 2012, après avoir proposé un projet de scénario avec le dessinateur Morancho sur une plateforme de financement participatif (crowfunding en anglais), il entreprend la création de la série Sara Lone. Le premier tome, Pinky Princess, est primé pour son scénario au festival de Nîmes[source insuffisante] et le troisième est financé en quatre jours.

## Séries

### Les Aigles décapitées
- 14. Les Hommes de fer, Glénat, coll. « Vécu », Grenoble, octobre 2000
Scénario : Erik Arnoux - Dessin : Michel Pierret - Couleurs : quadrichromie -  (ISBN 2-723-43106-1)
- 15. Mahaut, Glénat, coll. « Vécu », Grenoble, octobre 2001
Scénario : Erik Arnoux - Dessin : Michel Pierret - Couleurs : quadrichromie -  (ISBN 2-723-43469-9)
- 16. La Guerre des Aigles, Glénat, coll. « Vécu », Grenoble, novembre 2002
Scénario : Erik Arnoux, Sophie Fougère - Dessin : Michel Pierret - Couleurs : quadrichromie -  (ISBN 2-7234-3763-9)
- 17. Le Châtiment du banni, Glénat, coll. « Vécu », Grenoble, octobre 2003
Scénario : Erik Arnoux - Dessin : Michel Pierret - Couleurs : quadrichromie -  (ISBN 2-7234-4132-6)
- 18. L'Écuyer d'Angoulesme, Glénat, coll. « Vécu », Grenoble, mai 2005
Scénario : Erik Arnoux - Dessin et couleurs : Michel Pierret -  (ISBN 2-723-44545-3)

### Witness 4
- 1. A cœur perdu..., Soleil Productions, France, 2 novembre 2001
Scénario : Erik Arnoux - Dessin : Chrys Millien - Couleurs : Chrys Millien - (ISBN 2845651694)
- 2.  L'icône sans mémoire !, Soleil Productions, France, 2 août 2003
Scénario : Erik Arnoux - Dessin : Chrys Millien - Couleurs : Chrys Millien - (ISBN 2845654707)
- 3. En vert et contre tous, Soleil Productions, France, 2 novembre 2005
Scénario : Erik Arnoux - Dessin : Chrys Millien - Couleurs : Chrys Millien - (ISBN 2845659830)

### Poker Face
- 1. Bad beat, Jungle Thriller, France, 10 juin 2011
Scénario : Jean-Louis Fonteneau - Dessin : Erik Arnoux, Chrys Millien - Couleurs : Chrys Millien - (ISBN 978-2-8744-2767-1)
- 2. La main du mort, Jungle Thriller, France, 25 janvier 2012
Scénario : Jean-Louis Fonteneau - Dessin : Erik Arnoux - Couleurs : Chrys Millien - (ISBN 978-2-8744-2967-5)

### Sara Lone
- 1. Pinky Princess, Éditions Sandawe, France, 30 octobre 2013
Scénario : Erik Arnoux - Dessin et couleurs : David Morancho - (ISBN 978-2-9306-2319-1)
- 2. Carcano girl, Éditions Sandawe, France, 18 février 2015
Scénario : Erik Arnoux - Dessin et couleurs : David Morancho - (ISBN 978-2-9306-2329-0)
- 3. Sniper Lady, Éditions Sandawe, France, 27 septembre 2017
Scénario : Erik Arnoux - Dessin et couleurs : David Morancho - (ISBN 978-2-3901-4188-4)
- 4. Arlington Day, Éditions Sandawe, France, 20 mars 2019
Scénario : Erik Arnoux - Dessin et couleurs : David Morancho - (ISBN 978-2-3901-4248-5)

### L'Aviateur
- 1. L'envol, Dargaud, France, 20 mai 2016
Scénario : Jean-Charles Kraehn - Dessin : Erik Arnoux, Chrys Millien - Couleurs : Patricia Jambers - (ISBN 978-2-2050-7380-5)